# Óscar González Brea
Pour les articles homonymes, voir Óscar González (homonymie), González et Brea.
González  Brea est un nom espagnol. Le premier nom de famille, en général paternel, est González ; le second, en général maternel, souvent omis, est Brea.
Óscar González Brea,, né le 28 février 1992 à A Estrada (Galice), est un coureur cycliste espagnol.

## Biographie
En 2012, Óscar González Brea est sacré double champion de Galice espoirs (moins de 23 ans), dans la course en ligne et le contre-la-montre. 
En 2014, il se distingue en devenant champion d'Espagne du contre-la-montre espoirs. La même année, il termine notamment troisième du Tour du Portugal de l'Avenir. Il est également sélectionné en équipe nationale pour disputer le Tour de l'Avenir. Ses bonnes performances lui permettent de passer professionnel en 2015 dans l'équipe continentale Efapel, située au Portugal. 
En 2016, il est engagé par la formation Sporting-Tavira. Principalement équipier, il court dans cette structure durant deux saisons, sans obtenir de résultats notables au niveau individuel. Il redescend finalement chez les amateurs en 2018, au club galicien Super Froiz. Dans les courses par étapes, il remporte le Tour de Cantabrie ainsi que le Tour de León, où il domine la concurrence avec trois victoires d'étape. Il se classe par ailleurs neuvième de la Classica Aldeias do Xisto, une course UCI portugaise.

## Palmarès et classements mondiaux

### Palmarès
| - 2012 - Champion de Galice sur route espoirs - Champion de Galice du contre-la-montre espoirs - 2013 - Champion de Galice du contre-la-montre espoirs - 2014 - Champion d'Espagne du contre-la-montre espoirs - Champion de Galice du contre-la-montre espoirs - 3e du Tour du Portugal de l'Avenir | - 2018 - Champion de Galice du contre-la-montre par équipes - Tour de León : - Classement général - Prologue, 3e et 4e étapes - Classement général du Tour de Cantabrie - 1re étape du Tour de Galice (contre-la-montre par équipes) |

### Classements mondiaux
| Année           | 2014 | 2015 | 2016 | 2017 | 2018   |
| --------------- | ---- | ---- | ---- | ---- | ------ |
| UCI Europe Tour | 561e |      |      |      | 1 849e |